# Alejandra Guzmán
Alejandra Gabriela Guzmán Pinal (Città del Messico, 9 febbraio 1968) è una cantante rock messicana, figlia del cantante e attore Enrique Guzman e dell'attrice Silvia Pinal.

## Album
- Versus (2017)
- A + No Poder (2015)
- Único (2009)
- Fuerza (2007)
- Indeleble (2006)
- Lipstick (2004)
- En Vivo Desde El Auditorio Nacional (2002)
- Soy (2001)
- Algo Natural (1999)
- La Guzmán (dal vivo) (1997)
- Cambio de Piel (1996)
- Enorme (1994)
- Libre (1993)
- Flor de Papel (1991)
- Eternamente Bella (1990)
- Dame Tu Amor (1989)
- Bye Mamá (1988)